# Supardi Nasir
Supardi Nasir Bujang (sinh ngày 9 tháng 4 năm 1983) là một cầu thủ bóng đá người Indonesia hiện tại thi đấu cho Persib Bandung ở Indonesia Super League ở vị trí [[Hậu vệ (bóng đá)|hậu vệ phải. Anh ra mắt cho Đội tuyển bóng đá quốc gia Indonesia khi vào sân từ ghế dự bị tại ASEAN Football Championship 2007.

## Đời sống cá nhân
Nasir là một người theo đạo Hồi tham gia tháng Ramadan.

## Danh hiệu
Sriwijaya
Vô địch
- Indonesia Super League: 2011–12
- Indonesian Community Shield: 2010
- Indonesian Inter Island Cup: 2010

Persib Bandung
Vô địch
- Indonesia Super League: 2014

Vô địch
- Presiden Cup 2015: 2015

Sriwijaya
4th place
- Gubernur Kaltim Cup 2016: 2016

3rd place
- Bhayangkara Cup 2016: 2016